# Dritte Schlacht bei Komorn
Pákozd –
Schwechat –
Kaschau –
Mór –
Hermannstadt –
Vízakna (Salzburg) –
Piski –
Mediasch –
Kápolna –
Hatvan –
Tápió Bicske –
Isaszeg –
Waitzen I –
Nagy-Salló –
Komorn I –
Mocsa –
Kács –
Pered –
Raab –
 Ács (Komorn II) –
Komorn III –
Hegyes –
Waitzen II –
Tura –
Segesvár –
Debreczin –
Szőreg –
Temesvár
Arad –
Deva –
Esseg –
Karlsburg –
Komorn IV –
Leopoldov –
Ofen –
Peterwardein –
Temesvár
Die Dritte Schlacht bei Komorn war Teil des Ungarischen Unabhängigkeitskrieges und fand am 11. Juli 1849 wenige Tage nach der Zweiten Schlacht um Komorn statt. Weil General Görgey wegen Wundfieber nicht verwendungsfähig war, lag die Leitung der ungarischen Hauptarmee in den Händen von General Klapka. Dieser führte seinen Angriff gegen die Österreicher unter FZM Haynau ohne Reserven und verzettelte seine Kräfte auf der ganzen Linie. Baron Haynau ließ seine von Puszta Csém gegen Puszta Harkály herankommende Division Herzinger und die von Igmánd vorrückende russische Division Panjutin, rechts von Puszta Csém in die Schlacht eingreifen. Bis etwa 17 Uhr waren die Ungarn auf allen Punkten geworfen und mussten sich wieder in die Festung Komorn zurückziehen.

## Vorgeschichte
Der Reichsverweser Lajos Kossuth wollte eine rasche Konzentration der ungarischen Streitkräfte in Szegedin erreichen. Der Kriegsminister General Lázár Mészáros drängte daher auf Klapka ein, die ungarische Hauptarmee vor Komorn abzuziehen. Die Generale Klapka und Nagy-Sandor trafen am 5. Juli früh in Pest ein und hielten um 9.00 Uhr mit Kossuth, Mészáros und Dembinski eine Konferenz ab. Nachdem Klapka die Wünsche der Donauarmee geäußert hatte, stimmte das Ministerkabinett darin überein, das Mészáros zunächst die Führung aller Armeen behalten sollte, gleichzeitig aber Görgey als Kommandeur der Oberen Donauarmee bleiben sollte. Bei der Konferenz legte auch Dembinski einen militärischen Plan für zukünftige Operationen vor, wonach man alle Streitkräfte zwischen Maros und Theiß sammeln sollte und dann die feindlichen Streitkräfte einzeln angreifen würde. Klapka und Nagy-Sandor kehrten mittags mit den neuen schriftlichen Anweisungen nach Komorn zurück, wo sie noch in der Nacht des 5. Juli ankamen.
Der Kriegsrat der österreichischen Hauptarmee unter FZM Haynau drängte nach dem Einvernehmen mit den Russen dafür, vor Komorn die Entscheidung zu erzwingen. Das Hauptquartier der Kaiserlichen wurde am 3. Juli von Bán nach Bábolna verlegt, von wo der anwesende junge Kaiser am 5. Juli nach Wien zurückkehrte. Die Brigade Sartori des I. Korps (Schlick) hatte den Acser-Wald besetzt, am rechten Flügel sicherte die Kavallerie-Brigade Ludwig bei Puszta Harkály. Die Brigade Schneider lagerte auf der Anhöhe vor Ács, daneben die Brigade Bianchi in Ács und schließlich die Brigade Reischach hinter dem Czoncza-Bach, mit dem linken Flügel an der Donau gelehnt. Vom IV. Korps (Wohlgemuth) sicherte die Kavalleriedivision Bechtold in Mócsa, das zum Abrücken befohlene III. Korps (ab 7. Juli unter FML Ramberg) lagerte noch mit den Russen bei Nagy-Igmand.

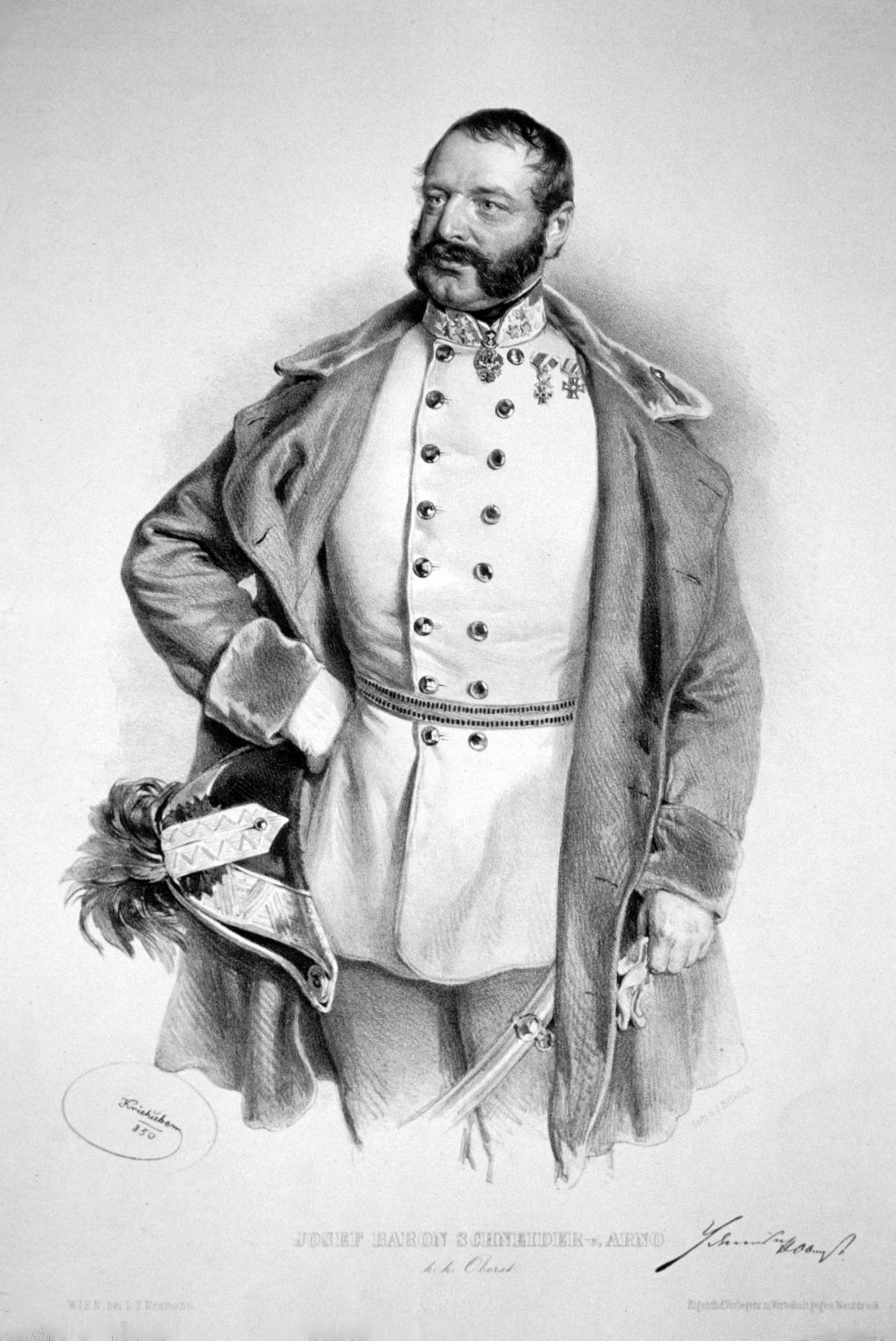
Joseph Schneider von Arno

Am 6. Juli wurde das Hauptquartier Haynaus nach Nagy-Igmand vorverlegt, die verbündete Armee besetzte dann folgende Positionen: das I. Korps blieb in den vor Ács besetzten Positionen, das IV. Reserve(Korps) zog von Mócsa nach Csém Puszta vor, wo einige Schanzen errichtet wurden. Die Truppen des III. Korps wurden bei Tata konzentriert. Panjutins Division ging von Bábolna nach Nagy- und Kis-Igmánd vor und besetzte das Dorf Kocs mit Kavallerie. Die Reserven lagerten hinter dem Czoncza-Bach und bei Uj-Özony.
General Klapka wollte beim Kriegsrat am 6. Juli zunächst die Befehle von Kossuth erfüllt wissen, konnte jedoch den Willen Görgeys und dessen treuen Offizierskorps nicht außer Acht lassen. Der in der Schlacht bei Ács (2. Juli) verwundete General und designierte Armeekommandant Görgey wollte zuerst die österreichischen Streitkräfte in Transdanubien schlagen und erst danach zur Theiß abmarschieren. Görgey wollte, anstelle den taktischen Rückzug zu beginnen, die feindliche Armee anzugreifen und einen Durchbruch am rechten Ufer der Donau zu erreichen. Klapka lehnte Görgeys Plan ab und brachte Argumente für die sofortige Umsetzung des Regierungserlasses auf, da die Heimat nur noch durch die Bündelung aller Kräfte gerettet werden könnte.
Am 8. Juli schlug Major Armin Görgey als Vertreter seines Bruders vor, das aus den slowakischen Bergbaustädten bei Bátorkeszi eintreffende 1. Corps unter József Nagy-Sándor für einen am 9. Juli geplanten Durchbruch anzusetzen. Dieser Plan war nach Anweisungen des zentralen Operationsbüros für 9. Juli festgesetzt, doch die Ankunft der benötigten Munition und der Truppen unter Oberst Horváth verzögerte sich um 2 Tage, daher wurde die Schlacht verschoben.
Vor der Schlacht stand die österreichisch-russische Armee in folgenden Positionen: Die Brigade Schneider, verstärkt durch Teile der Brigade Reischach des 2. Korps hielt sich beim Acser Wald. Zwischen dem Ort Ács und dem Ácser-Wald nördlich der Straße sicherte die Brigade Bianchi. Von der Donau bis zum am nordwestlichen Rand von Acs befand sich die Brigade Reischach, nicht weit vom Czoncó-Bach die Brigade Benedek. Am westlichen Ufer des Czoncza-Baches sicherte die Kavallerie-Brigade Ludwig. Die Division Herzinger wurde bei Puszta Csém aufgestellt. Vom abgegangenen III. Korps stand nur noch die Brigade Wolf in Mócsa, wohin auch die Kavallerie-Division Bechtold über Almás-Naszály vorgeschoben wurde. Die russische Division Panjutin lagerte in Kis- und Nagy-Igmánd, die Reserven befanden sich zwischen Nagy-Igmánd und Ács. In der Nähe befindlich, aber nicht in der folgenden Schlacht eingesetzt waren das II. Korps (FML Csorich) am linken Ufer der Donau, sowie das Gros des III. Korps, welches nach Pesth detachiert wurde.
Am Abend vor der Schlacht kam eine ungarische Division unter Oberst János Horváth aus der Region Neutra zur Verstärkung in Komorn an. Am folgenden 11. Juli wurde eine Schlacht geführt, in der die ungarischen Armee keine reale Chance auf Erfolg hatte, die widersprüchlichen Absichten Klapkas führten dazu, dass während der Schlacht weder ein klares Ziel, noch ein Schwerpunkt erkennbar wurden.

## Die Schlacht
Die ungarischen Truppen wurden südlich von Komorn zum Angriff versammelt: das 1., 2., 3., 7. und 8. Korps standen unter der Führung der Obersten Nagy Sándor, Kaszonyi, Leiningen-Westerburg, Pöltenberg, Aschermann und die Kavallerie-Division des General Pikéthy, zusammen 58 Bataillone, 68 Schwadronen und 176 Geschütze mit etwa 43.350 Mann (davon 10.500 Reiter). Nachdem das 2. Korps als Besatzungstruppe in Komorn zurückgelassen wurde, waren für die Schlacht nur 47 Bataillone und etwa 50 Schwadronen mit etwa 36.000 Mann einsetzbar.
Gegenüber diesen Kräften konnten die Kaiserlichen unter Haynau das I. und IV. Korps, die Brigade Wolf vom III. Korps, die russische Division Panjutin und die Kavallerie-Division Bechtold einsetzen. Insgesamt 53 Bataillone, 49 Schwadronen und 224 Kanonen, angeblich nur 33.700 Mann von insgesamt 54.000 Mann, denn wegen einer Cholera-Epidemie waren bei den Österreichern 14.200 und bei der russischen Division etwa 1800 Mann nicht dienstfähig.

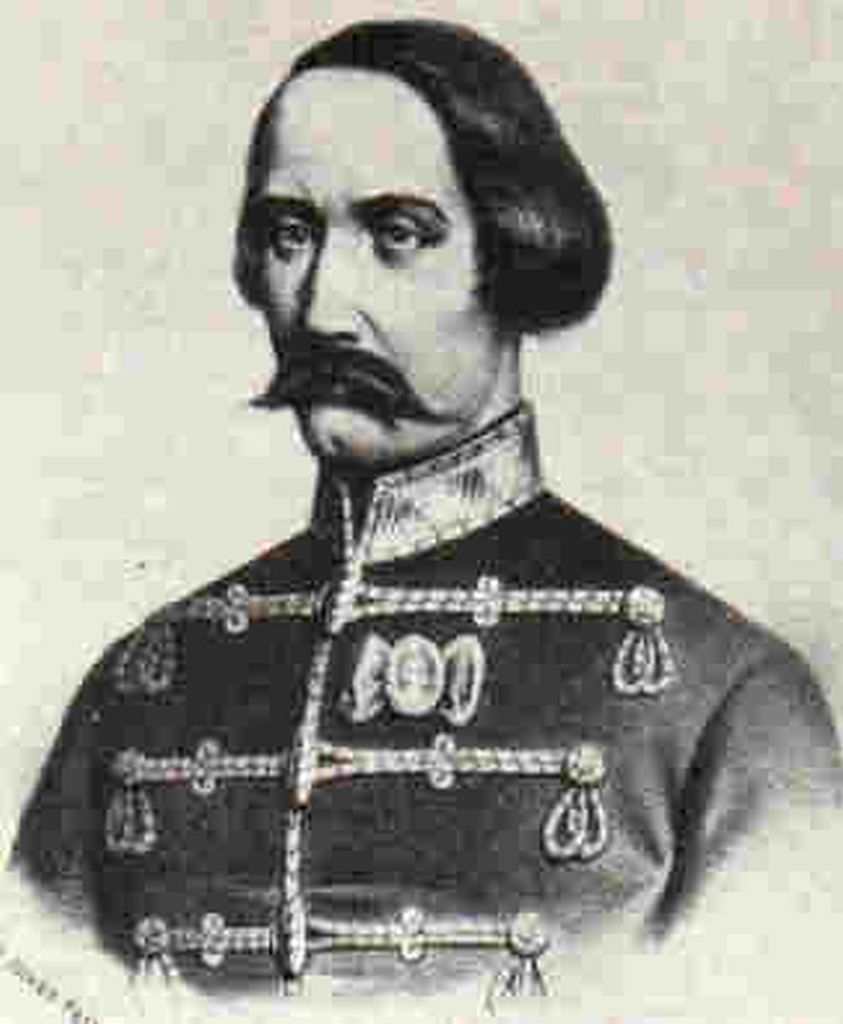
József Nagy-Sándor

Am Morgen des 11. Juli bedeckte nach nächtlichem Regen, ein dichter Nebel die Landschaft von Komorn. Die angeforderte Reservemunition der Ungarn traf verspätet ein und die Kolonnen konnten erst ab 9 Uhr und 11 Uhr vor Ó-Szőny und Duna-Almás ihren Angriff starten. Die Brigade Wolf sandte Verstärkungen nach Almás, die Masse deren Bataillone verblieb aber in Stellungen nördlich von Mócsa. Truppen des ungarischen 8. Korps unter Oberst Aschermann rückte von den Weinbergen bei Uj-Szöy gedeckt mit den Divisionen Butler und Berseny vor den Acser Wald und setzten sofort ihre Artillerie ein. Nach dem vorbereitenden Feuer durchbrachen die ungarischen Truppen die Linien des österreichischen I. Korps, die Brigade Schneider wurde nach hartnäckigem Widerstand durch den Acser Wald zurückgeworfen, die Brigade Reischach konnte sich an die Donau gelehnt, in ihren Positionen halten. Während sich Schneiders Truppen hinter dem Acser-Wald neu formierten, wurden die anderen Brigaden des I. Korps unter Bianchi und Sartori durch das ungarische 7. Korps (Pöltenberg) gegen die Ortschaft Acs gedrängt. Das Waldgebiet östlich der Hauptstraße war von einem Bataillon der Brigade Jablonowski besetzt, die drei anderen Bataillone dieser Brigade hielten derweil in der Mitte die Verteidigung bei Puszta Harkály aufrecht. Die Husaren-Kavallerie unter General Pikéthy brachte zunächst die Brigade Ludwig zum Weichen. Obwohl Pikéthys erste Attacke erfolgreich war, wurde dieser Erfolg nicht sofort ausgenutzt. Anstatt den geplanten Durchbruch zu forcieren, begann Pikéthy ein anhaltendes Kanonenfeuer gegen den Gegner. Die gegenüber haltende Infanterie der Brigade Jablonowski erlitt herbe Verluste und musste sich in die Reserve zurückziehen. Als Ablöse wurde die Brigade Benedek, unterstützt von 8 Eskadronen nach vorne gezogen. Bei Puszta Csém begann ebenfalls ein heftiges Artillerieduell. Erste Angriffe der Truppen des 1. Corps (Nagy-Sándor) gegen die Linien der österreichischen Division Herzinger wurden abgewiesen.
Die Aufklärung durch die Kavallerie-Division Bechtold erstattete FZM Haynau um 12 Uhr, einen ersten Bericht über die ungarischen Angriffe. Der Feldzeugmeister ordnete darauf an, dass das IV. Korps im Hochland von Csém und die russische Division Panjutin bei Puszta Csém als Verstärkung in die Kämpfe eintreten sollten. Die Division Herzinger rückte von Puszta Csém gegen die linken Flanke von Pikéthy vor. Nachdem sich die ungarische Reiterei im Raum nördlich von Puszta Csém entwickelte, waren Herzingers Kolonnen in ihrer rechten Flanke bedroht. Das ungarische 3. Korps unter Leiningen war fast unbemerkt gegen die Division Herzinger herangerückt. Leiningen-Westerburg setzte Artillerie ein und richtete seine Kavallerie gegen die rechten Flanke der österreichischen Division, so das Herzingers Truppen nach Csém zurückgehen mussten. Die Truppen des IV. Korps (FML Wohlgemuth) erlitten zudem an beiden Flügeln durch Artilleriefeuer schwere Einbussen. Dies war der Augenblick an dem die Reiterei Pikéthy zum neuen Durchbruch ansetzen hätte müssen, denn auch die Infanterie des 3. Korps (Leiningen), war auf Höhe des 1. Korps in die Kämpfe eingetreten. Das ungarische 1. Korps, erhielt dadurch Verstärkungen vom 3. Korps, dieses blieb jedoch selbst nach Süden zwischen Ó-Szőny und Duna-Almás von der Brigade Wolf bedroht, die in Mócsa verblieben war. Leiningens Angriffe waren aber durch die Tatsache gelähmt, dass das dahinter anrückende Streifcorps unter Ármin Görgey wegen ausgemachter gegnerischer Kavallerie im Rücken nicht ausreichend unterstützen konnte.
Um 15 Uhr nachmittags hatte Haynau den über Mocsa anrückenden General Bechtold befohlen, mit seiner Reiterei Herzingers Division bei Csém zu unterstützen.
Als Herzingers Truppen zu wanken drohten, rief Haynau bei Panjutin um Hilfe an, die Russen sollten an der Straße nach Bábolna eingreifen. Oberst Leiningen-Westerburg stand an vorderster Front seiner Bataillone und versuchte das 3. Corps zum Gegenangriff anzusetzen. Dieses wollte gegen die Front und gegen den Rücken der Kolonne Herzinger vorgehen, aber stattdessen stand man der Brigade Lederer und der Kavallerie-Brigade Simbschen gegenüber.  Herzinger wurde bereits von Simbschens Brigade unterstützt, bevor Panjutins Division vorrückte, welche zuvor mit zwei Bataillonen Nagy-Igmand besetzt hatte. Da weder die Husaren Pikéthys noch die Infanterie Nagy-Sandors Erfolge erzielten, konnte Herzinger seine Truppen wieder zwischen Harkaly und Csém neu formieren. Wohlgemuth entwickelte alle verfügbaren Geschütze seines Korps gegen die ungarischen Bataillone, die zum Angriff antraten. Es entwickelte sich eine regelrechte Schlacht um Csém. Simbschens Kavallerie deckte mit seinem rechten Flügel das Vorgehen der Russen. Leiningen-Westerburg zog seine Infanterie etwas zurück, um seine Linien für einen weiteren Angriff neu zu ordnen. Der nächste Ansturm der Ungarn traf bereits auf kaiserliche Verbände unter Bechtold, der inzwischen mit seiner Kavallerie von Duna-Almás zurückgekehrt war. Zur Unterstützung der Infanterie vereinte Nagy-Sandor seine Reiterkolonnen zuerst gegen die Brigade Simbschen. Zwischen Ó-Szőny und Almás stieß man bald mit Bechtolds gesamter Kavallerie zusammen. Nicht weit entfernt warteten die Reiter des 1 und 8 Husaren-Regiments des 1. Korps darauf, gegen die Geschütze des Gegners vorzugehen.

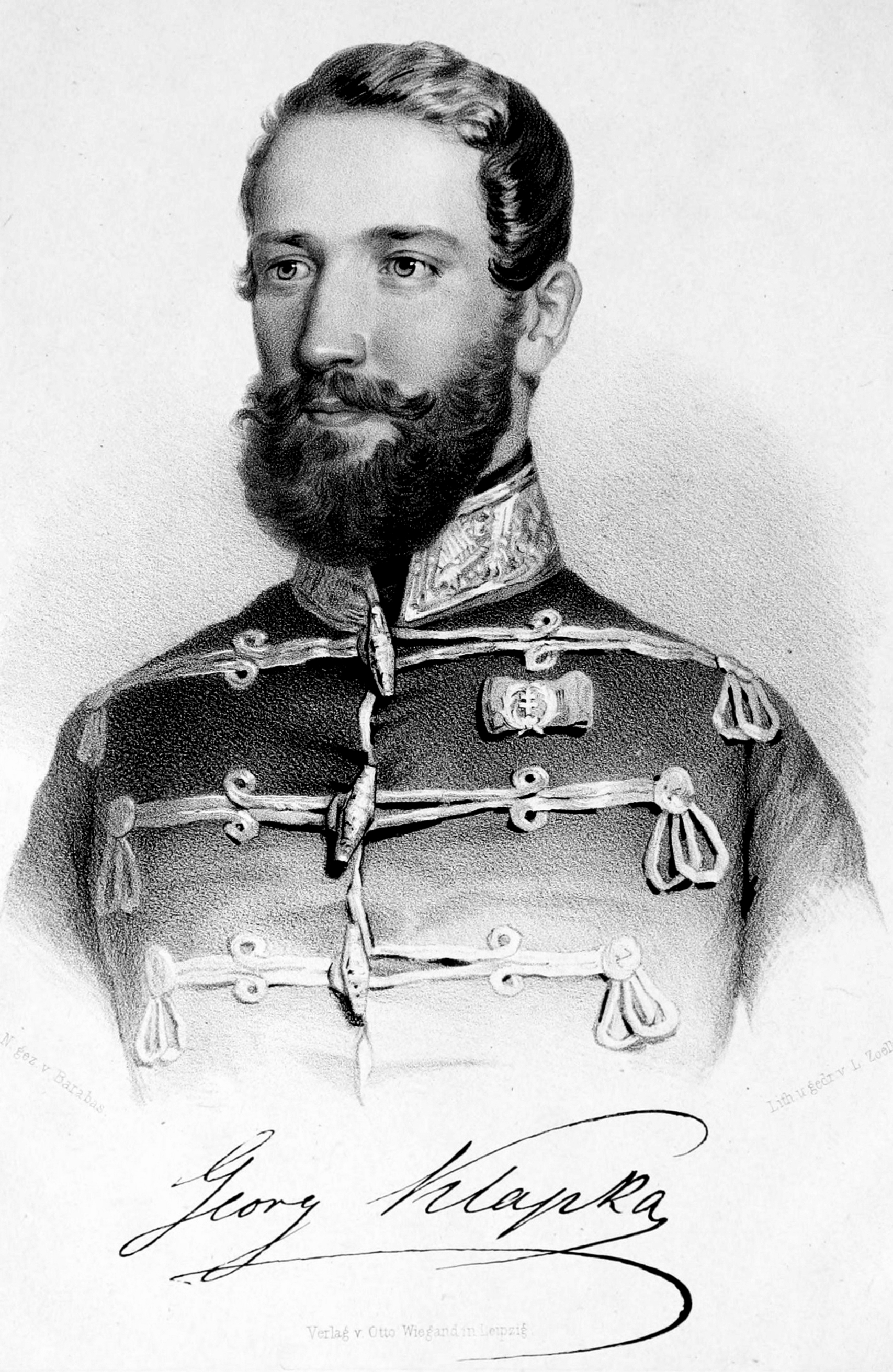
György Klapka

Klapka, verschob Teile des 3. Korps an den rechten Flügel und eilte dann selbst zu den Truppen unter Pöltenberg und Aschermann, um sich dort vom Stand der Dinge zu überzeugen. Obwohl die ungarischen Truppen auf diesem Flügel erfolgreich kämpfen, konnten die österreichischen Brigaden bald wieder langsam durch den Acser-Wald vordringen. Die Brigade Reischach erreichte die Donau zwischen den Megyfa- und Acserwald und führte einen entscheidenden Angriff auf den letzten Wald durch. Zu der Rechten des I. Korps (Schlick) deckten die Brigaden Bianchi und Schneider, bald rückte die Division Liechtenstein und die in Reserve befindliche Brigade Sartori der Division Wallmoden nach vorne und verband ihren rechten Flügel mit der Reiterbrigade Ludwig. Der heftigste  Kampf an diesem Abschnitt fand im südöstlichen Teil des Acser-Waldes entlang der Hauptstraße statt, wo die Bataillone des ungarischen 7. Corps (Pöltenberg) dreimal vorgingen, aber immer wieder gezwungen waren, sich zurückzuziehen.
Nach dem Eintreffen von Klapka wurde ein vierter und letzter Angriff durchgeführt. Nachdem sich auch hier kein Erfolg abzeichnete, befahl Klapka seinen Truppen sich vor dem Wald zurückzuziehen. Die Österreichischer starteten aus dem Acser-Wald mit dem 1. Bataillon der Kaiserjäger und einem Bataillon des Regiments Nassau, das die rechte Straßenseite besetzte, Gegenangriffe.
Das ungarische 3. Korps stand derweil bei Csém bereits eine Stunde im schweren Artilleriefeuer der Batterien des IV. Korps. Leiningen zog seine Infanterie etwas zurück und hielt sich noch eine Weile. Erst als der rechte Flügel der Russen und die Brigade Simbschen weiter nach vorne gezogen wurden, begann er seinen Rückzug, der in guter Ordnung begann, aber dann von drei Seiten bedrängt, in regelrechte Flucht ausartete. Die zurückgeschlagenen Ungarn wurden verfolgt, um 17 Uhr endeten die Schießereien und weiteren Kampfhandlungen als sich die Ungarn auf allen Punkten der ausgedehnten Kampflinie hinter der Festungslinie zurückgezogen hatten. Die österreichischen Truppen bildeten dann einen Halbkreis vor den südlichen Forts, blieben aber gegenüber der Festungs-Artillerie noch in angemessener Entfernung stehen.

## Verluste und Folgen
Die Österreicher verloren 7 Offiziere und 116 Mann an Toten, 24 Offiziere und 559 Mann an Verwundete, dazu 81 Vermisste; zusammen 31 Offiziere, 755 Mann und 271 Pferde. Die russische Division Panjutin hatte 1 Toten und 25 Verletzte. Der Gesamtverlust der Verbündeten betrug damit 32 Offiziere, 781 Mann und 271 Pferde. Nach Angaben von Klapka betrug der Verlust der Ungarn ungefähr 1500 Mann, davon 300 Gefangene.
Schon am Tage der Schlacht rückte der österreichische Major Wussin mit seinem Detachement als Vorhut in Ofen ein, während russische Kosaken unter Oberst Graf Adlerberg gleichzeitig in Pest eingetroffen waren und die Verbindung mit den Österreichern herstellten. FML Ramberg folgte am 12. Juli mit dem III. Korps nach und nahm förmlichen Besitz von Buda-Pest. Die ungarische Hauptarmee (I., III. und VII. Corps) hatte Befehl sich von der Festung Komorn zu lösen und sich auf die Theiß in Richtung auf Szegedin zurückzuziehen, wo die aus Pesth geflüchtete ungarische Regierung ihren Sitz genommen hatte. Görgey zog sich zunächst mit der Hauptmacht (24.000 Mann und 4000 Reiter mit 137 Geschützen) nach Waitzen zurück. In Komorn, das von den Kaiserlichen eingeschlossen wurde, verblieb General Klapka mit 18.200 Mann (II. und VIII. Corps), 48 Feld- und 350 Festungs-Kanonen zurück.